# Hrabstwo Jersey

Piramida wieku hrabstwa

Hrabstwo Jersey – hrabstwo w USA, w stanie Illinois, z liczbą ludności wynoszącą 21 228, według spisu z 2000 roku. Siedzibą administracji hrabstwa jest Jerseyville.

## Geografia
Według spisu hrabstwo zajmuje powierzchnię 976 km², z czego  956 km² stanowią lądy, a 20 km² (2,08%) wody. Hrabstwo Jersey jest częścią metropolii St. Louis.

### Sąsiednie hrabstwa
- Hrabstwo Greene – północ
- Hrabstwo Macoupin – wschód
- Hrabstwo Madison – południowy wschód
- Hrabstwo St. Charles(Missouri) – południe

Stan Illinois na mapie USA

- Hrabstwo Calhoun – zachód

## Historia
Hrabstwo Jersey jest położone w północno-wschodniej części stanu Illinois, w miejscu, gdzie łączą się dwie rzeki – Mississippi i Illinois. Pierwotnie na terenach hrabstwa mieszkały plemiona indiańskie Kickapoo, Menomini, Potawatomi i Konfederacja Indian Illiniwek. Pierwszymi europejskimi odkrywcami byli ojciec Marquette (1637 – 1675) i Louis Jolliet, którzy przybyli tu w 1673 roku. Obecnie stanowy park Pere Marquette znajdujący się w hrabstwie Jersey nosi imię pierwszego z nich.
Hrabstwo Jersey zostało utworzone w 1839 roku z terenów hrabstwa Greene. Swoją nazwę obrało po stanie New Jersey i Wyspach Normandzkich (Jersey), z których pochodziło wielu osadników. Obszar w krótkim czasie rozwinął się w małe rolnicze społeczności. W 1894 roku w Jerseyville wybudowano pierwszy budynek sądu i siedziby władz. Obecnie stanowi on cenny zabytek architektoniczny.

## Demografia
Według spisu z 2000 roku hrabstwo zamieszkuje 21 668 osób, które tworzą 8096 gospodarstw domowych oraz 5861 rodzin. Gęstość zaludnienia wynosi 23 osoby/km². Na terenie hrabstwa jest 8918 budynków mieszkalnych o częstości występowania wynoszącej 9 budynków/km². Hrabstwo zamieszkuje 98,13% ludności białej, 0,53% ludności czarnej, 0,20% rdzennych mieszkańców Ameryki, 0,25% Azjatów, 0,03% mieszkańców wysp Pacyfiku, 0,15% ludności innej rasy oraz 0,70% ludności wywodzącej się z dwóch lub więcej ras, 0,75% ludności to Hiszpanie, Latynosi lub inni.
W hrabstwie znajduje się 8096 gospodarstw domowych, w których 34,60% stanowią dzieci poniżej 18. roku życia mieszkający z rodzicami, 60,10% małżeństwa mieszkające wspólnie, 9,10% stanowią samotne matki oraz 27,60% to osoby nie posiadające rodziny. 23,90% wszystkich gospodarstw domowych składa się z jednej osoby oraz 11,80% żyje samotnie i ma powyżej 65. roku życia. Średnia wielkość gospodarstwa domowego wynosi 2,57 osoby, a rodziny 3,05 osoby.
Przedział wiekowy populacji hrabstwa kształtuje się następująco: 25,40% osób poniżej 18. roku życia, 9,90% pomiędzy 18. a 24. rokiem życia, 27,60% pomiędzy 25. a 44. rokiem życia, 22,80% pomiędzy 45. a 64. rokiem życia oraz 14,40% osób powyżej 65. roku życia. Średni wiek populacji wynosi 37 lat. Na każde 100 kobiet przypada 95,60 mężczyzn. Na każde 100 kobiet powyżej 18. roku życia przypada 92,40 mężczyzn.
Średni dochód dla gospodarstwa domowego wynosi 42 065 USD, a dla rodziny 49 666 dolarów. Mężczyźni osiągają średni dochód w wysokości 38 771 dolarów, a kobiety 23 086 dolarów. Średni dochód na osobę w hrabstwie wynosi 19 581 dolarów. Około 5,30% rodzin oraz 7,10% ludności żyje poniżej minimum socjalnego, z tego 8,70% poniżej 18. roku życia oraz 5,70% powyżej 65. roku życia.

## Miasta
- Grafton
- Jerseyville
- Otterville

## Wioski
- Elsah
- Fidelity
- Fieldon